# Готьє Льоріс
Готьє Льоріс (фр. Gautier Lloris, нар. 18 липня 1995, Ніцца, Франція) — французький футболіст, центральний захисник клубу «Гавр».

## Ігрова кар'єра

### Клубна
Готьє Льоріс народився у місті Ніцца і є вихованцем місцевого однойменного клуба, де він грав у молодіжній команді клубу з 2007 року. 4 січня 2016 року у матчі Кубку Франції проти «Ренна» Льоріс дебютував у першій команді «Ніцци». А 15 січня Готьє вперше вийшов на поле у турнірі чемпіонату Франції.
Футболіст не зміг стати повноцінним гравцем основного складу, провівши в першій команді лише шість матчів і в 2018 році відбув в оренду у клуб «Газелек». А влітку 2020 року перейшов до клубу Ліги 2 «Осер», з яким у наступному сезоні через перехідний плей-офф виборов право на підвищення в класі. Але сам Льоріс залишився у Лізі 2, перейшовши до клубу «Гавр», з яким став переможцем Ліги 2. І 13 серпня 2023 року захисник дебютував у складі «Гавра» у вищому дивізіоні і в першому ж матчі проти «Монпельє» відзначився забитим голом.
У жовтні 2023 року Льоріс продовжив ще на  три роки контракт з «Гавром».

### Збірна
У 2013 році Готьє Льоріс провів три матчі у складі юнацької збірної Франції (U-19).

## Досягнення
Гавр
- Переможець Ліги 2: 2022/23

## Особисте життя
Готьє є молодшим братом Уго Льоріса - воротаря англійського «Тоттенгем Готспур» та національної збірної Франції.